# Технология

Техноло́гия (от др.-греч. τέχνη «искусство, мастерство, умение» + λόγος «слово; мысль, смысл, понятие») — совокупность методов и инструментов для достижения желаемого результата; в широком смысле — применение научного знания для решения практических задач. Технология включает в себя способы работы, режимы работы, последовательность действий — то есть отвечает на вопрос «как, каким образом, с помощью чего» можно что-либо сделать.
Технология является сравнительно новым, многогранным термином, точное определение которого ускользает из-за постоянного развития смысла этого понятия, как самого по себе, так и взятого в отношениях с другими, такими же широкими понятиями: культура, общество, политика, религия, природа. К началу XX века термин «технология» охватывал совокупность средств, процессов и идей в дополнение к инструментам и машинам. К середине XX столетия понятие определялось такими фразами как «средства или деятельность, с помощью которых человек изменяет свою среду обитания и манипулирует ею».

## Некоторые определения понятия «технология»
Согласно Философскому словарю под редакцией И. Т. Фролова, «технология представляет собой сложную развивающуюся систему артефактов, производственных операций и процессов, ресурсных источников, подсистем социальных последствий информации, управления, финансирования и взаимодействия с другими технологиями».
Большой толковый социологический словарь «Collins» раскрывает данное понятие так: «Технология — практическое применение знания и использование методов в производственной деятельности» .
В Толковом словаре Ушакова 1940 года технология — «это совокупность наук, сведений о способах переработки того или иного сырья в фабрикат, в готовое изделие; совокупность процессов такой переработки».
Словарь Ожегова определяют технологию как «совокупность производственных методов и процессов в определенной отрасли производства, а также научное описание способов производства».
Как видно из определений, технология в узком смысле означает способ решения конкретной задачи с контролируемым результатом. В противовес кустарному производству, где каждое изделие зачастую уникально, а результат сильно зависит от человеческого фактора, технологическое промышленное производство предполагает воспроизводимость действий и применяемых методов.

## История

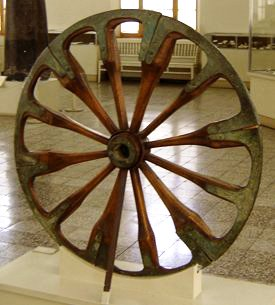
Первые упоминания о колесе встречаются в Месопотамии в 4-м тысячелетии до н. э.

В 1772 году Иоганн Бекман ввёл в научное употребление термин «технология». Им он назвал научную дисциплину, которую читал в Гёттингенском университете.
В 1822 году академик Императорской академии наук В. М. Севергин выделил 10 разделов технологии[уточнить]:
- металлы
- минералы
- дерево
- горючие материалы
- питательные вещества
- химические произведения
- обрабатывание животных
- ткани
- бумага
- орудия

### Высокие технологии
Наиболее новые и прогрессивные технологии современности относят к высоким технологиям (англ. high technology, high-tech). Переход к использованию высоких технологий и соответствующей им техники является важнейшим звеном научно-технической революции (НТР) на современном этапе. К высоким технологиям обычно относят самые наукоёмкие отрасли промышленности: микроэлектроника, вычислительная техника, робототехника, атомная энергетика, самолётостроение, космическая техника, микробиологическая промышленность.

## Производственные технологии
Технологии могут классифицироваться или в связи с определённой отраслью производства, или в связи с конкретными материалами и способами их получения и обработки. К отраслевым технологиям относятся, например, технология горных работ, технология машиностроения, технология строительства, с материалами связаны технология металлов, технология волокнистых веществ, технология тканей.
В основе химической технологии лежат процессы, происходящие при химических реакциях, вследствие которых изменяются состав, строение, а в результате и свойства преобразуемых продуктов.

### Технология металлов
Технология металлов охватывает как получение металлов из сырья, основанное на изменении его химического состава, химических и физических свойств, включая в себя металлургию, так и на изменении формы, структуры и физических свойств обрабатываемых заготовок и деталей, включая в себя литейное производство, сварку и пайку, механическую обработку металлов (обработка металлов резанием и др.), электрофизические и электрохимические методы обработки металлов, нанесение на металл защитных покрытий.
Металлургия — область науки и техники, охватывающая процессы получения металлов из руд или других материалов, а также процессы, связанные с изменением химического состава, структуры и свойств металлических сплавов. В первоначальном, узком значении — искусство извлечения металлов из руд.. Включает в себя подготовку сырья (обогащение и др.) и извлечение из сырья металлов, производство из них сплавов, термическую обработку, химико-термическую обработку, термомеханическую обработку металлов, обработку металлов давлением, включая ковку, штамповку, прокатку, волочение и т. д.

### Химическая технология
Химическая технология — «наука о процессах, методах и средствах массовой химической переработки сырья и промежуточных продуктов».
Появление химической технологии относится к концу XVIII века, тогда она занималась описанием отдельных химических производств, их основного оборудования, материальных и энергетических балансов.
К 30-м годах XX века химическая промышленность достигла такого уровня развития, что появилась необходимость изучения общих закономерностей химико-технологических процессов, разработки и практической реализации их оптимальных вариантов. Химическая технология реализует и объединяет в единый комплексный процесс различные химические, физико-химические и механические процессы:
- измельчение и сортировка твёрдых материалов, включая дробление,
- образование и разделение неоднородных смесей
  - Фильтрование,
  - Центрифугирование,
  - Отстаивание,
  - Диспергирование,
- Массообмен
  - Ректификация,
  - Абсорбция,
  - Адсорбция,
  - Кристаллизация,
  - Экстракция
- Теплообмен,
- сжатие газов,
- создание высоких и низких температур,
- создание электрических, магнитных, ультразвуковых полей[15].

### Машиностроительные технологии
Технология машиностроения занимается изучением и разработкой технологических процессов, включая  конструирование и производство различных машин и приборов. Сюда относятся технические расчёты, выбор материалов и способов их обработки, контроль качества, способы изготовления деталей и соединения деталей и узлов, проектирование машиностроительных заводов и организация производства на них.

### Технология строительства
Строительство — отрасль материального производства, продукцией которой являются готовые к эксплуатации здания и сооружения, т. о. оно занимается возведением и реконструкцией зданий, а также их разборкой и перемещением.
В строительстве технологические процессы подразделяются на две основные группы — внеплощадочные и внутриплощадочные.
Строительный процесс — это производственный процесс, осуществляемый непосредственно на строительной площадке.
Строительная площадка — место, на котором расположен объект строительства с прилегающими вспомогательными территориями. В ходе строительного процесса его участники при помощи орудий труда (инструменты, механизмы и приспособления), постепенно преобразуют предметы труда (материалы, изделия и конструкции) в строительную продукцию (объект строительства).
Процесс состоит из множества частей, простейшей из которых является организационно неделимая и технологически однородная рабочая операция.
Совокупный строительный процесс состоит из отдельных видов работ, которые названы либо по конструктивным элементам, производимых данным видом работ (кровельные, изоляционные), либо по материалам, с которыми производятся работы (земляные, каменные, бетонные).
Все комплексы работ, производимые во время строительства, относятся к нулевому, надземному, отделочному или специальному циклу. К нулевому циклу относятся основные работы, выполняемые ниже уровня пола нижнего этажа, к наземному — выше, в отделочный цикл входят работы, влияющие в основном только на внешний вид, в специальный — связанные с устройством внутренних сетей и установкой приборов.

### Технологии, связанные с электричеством
Совокупность явлений, обусловленных существованием, взаимодействием и движением электрических зарядов.

### Технологии электроники
Наука о взаимодействии электронов с электромагнитными полями и методах создания электронных приборов и устройств для преобразования электромагнитной энергии, в основном для приёма, передачи, обработки и хранения информации.

### Нанотехнология
Междисциплинарная область фундаментальной и прикладной науки и техники, имеющая дело с совокупностью теоретического обоснования, практических методов исследования, анализа и синтеза, а также методов производства и применения продуктов с заданной атомной структурой путём контролируемого манипулирования отдельными атомами и молекулами.

### Биотехнология
Дисциплина, изучающая возможности использования живых организмов, их систем или продуктов их жизнедеятельности для решения технологических задач, а также возможности создания живых организмов с необходимыми свойствами методом генной инженерии. Биотехнология основана на генетике, молекулярной биологии, биохимии, эмбриологии и клеточной биологии, а также прикладных дисциплинах — химической и информационной технологиях и робототехнике.

## Космические технологии
Космическая техника связана с запуском объектов или живых существ в космос, спуском на Землю, или с непосредственной работой в космосе. Космической техникой являются абсолютно все космические аппараты, в том числе спутники, космические телескопы, межпланетные автоматические станции, орбитальные станции, а также оборудование, которое на них расположено. Ракеты-носители, шаттлы, спускаемые аппараты, и прочая техника не работающая напрямую в космосе, но связанная с ним, также считается и относится к космической.

## Военные технологии
Технологии, предназначенные для ведения и обеспечения боевых действий, обучения войск (сил) и обеспечения заданного уровня готовности техники к использованию по назначению.

## Транспортные технологии
Наука о транспортном процессе, изучающая и решающая практические задачи с целью физического перемещения человека и материальных благ в совокупности транспортных средств,методов и научных знаний с соответствующей целесообразностью, безопасностью, надежностью, способом, режимом и последовательностью действий.  

## Информационные технологии
Информационные технологии (ИТ, также — информационно-коммуникационные технологии) — совокупность методов, программно-технических и технологических средств, обеспечивающих сбор, накопление, обработку, хранение, представление и распространение информации; приёмы, способы и методы применения средств вычислительной техники при выполнении функций сбора, хранения, обработки, передачи и использования данных (ГОСТ 34.003-90); ресурсы, необходимые для сбора, обработки, хранения и распространения информации (ISO/IEC 38500:2008).
В конце XX века и начале XXI информационные технологии находят широкое применение в разных сферах человеческой деятельности, в их числе:
- наука — обработка экспериментальных данных, моделирование и др.;
- образование — электронные учебники, системы дистанционного обучения и др.;
- медицина — диагностика, аналитические системы и др.;
- искусство — вплоть до обеспечения электронных видов искусства;
- военное дело — мониторинг, анализ боевой обстановки, ситуационное моделирование и др.;
- государственное управление — электронное голосование, справочные и аналитические системы и др.;
- производство — автоматизация процессов производства и его проектирования;
- бизнес — управление компаниями, обеспечение их взаимодействия, интернет-магазины, заказ билетов через интернет и др.

Информационные технологии включают в себя технические средства, программные средства, организационно-методическое обеспечение и стандартизацию.

### Технические средства
Различают средства компьютерной техники и коммуникационной техники.
Средства компьютерной техники существуют для ввода, обработки, вывода и хранения данных. Для ввода информации используют клавиатуры, цифровые камеры, устройства ввода аудио- и видеоданных, компьютерная мышь. Существуют специализированные устройства для лиц с ограниченными физическими возможностями.
Процессоры осуществляют обработку данных и преобразование результатов в вид, пригодный для использования. Это могут быть тексты, изображения, аудио и видео информация. Для вывода информации чаще всего используются дисплеи, принтеры, динамики и наушники, факс-машины, всевозможные многофункциональные устройства.
Для хранения информации применяются магнитные диски, ленты, устройства флеш-памяти и др.
Коммуникационная техника осуществляет передачу информации на расстояние. Коммуникационные средства могут предназначаться как для самостоятельного функционирования, так и в комплексе со средствами компьютерной техники.

## Социальные технологии
Социальные технологии представляют собой систему практических знаний и способов решения задач по управлению социальным поведением людей, которые вырабатываются и используются в процессе социального планирования и социального проектирования. Социальные технологии занимаются созданием и изменением социальных структур. Социальные технологии базируются на теоретических разработках некоторых социальных наук – социологии, теории социальной организации и управления, а также психологии и др., используя практический опыт функционирования общественных систем. Пользуясь описательными и объяснительными, анализирующими и прогнозирующими знаниями, социальная технология разрабатывает последовательность действий для решения социальных задач и реализует их практически. Социальные технологии занимаются частными социальными задачами, глобальными общественными преобразованиями они не занимаются. Понятие «социальная технология» может применяться в узком смысле, относясь к следующим областям:
- к производственной и социальной, решая следующие задачи:
  - повышение производительности труда,
  - оптимизация отношений в коллективе,
  - совершенствование управления и руководства;
- политической:
  - политический маркетинг,
  - политическая реклама,
  - избирательные технологии.

В широком смысле социальная технология обозначает совокупность этих специализированных технологий.

## Телекоммуникационные технологии
Разновидность связи, способ передачи информации с помощью электромагнитных сигналов, например, по проводам, волоконно-оптическому кабелю или по радио.
- Ethernet
- Internet
- Радио
- Телевизор